# Контурный рисунок

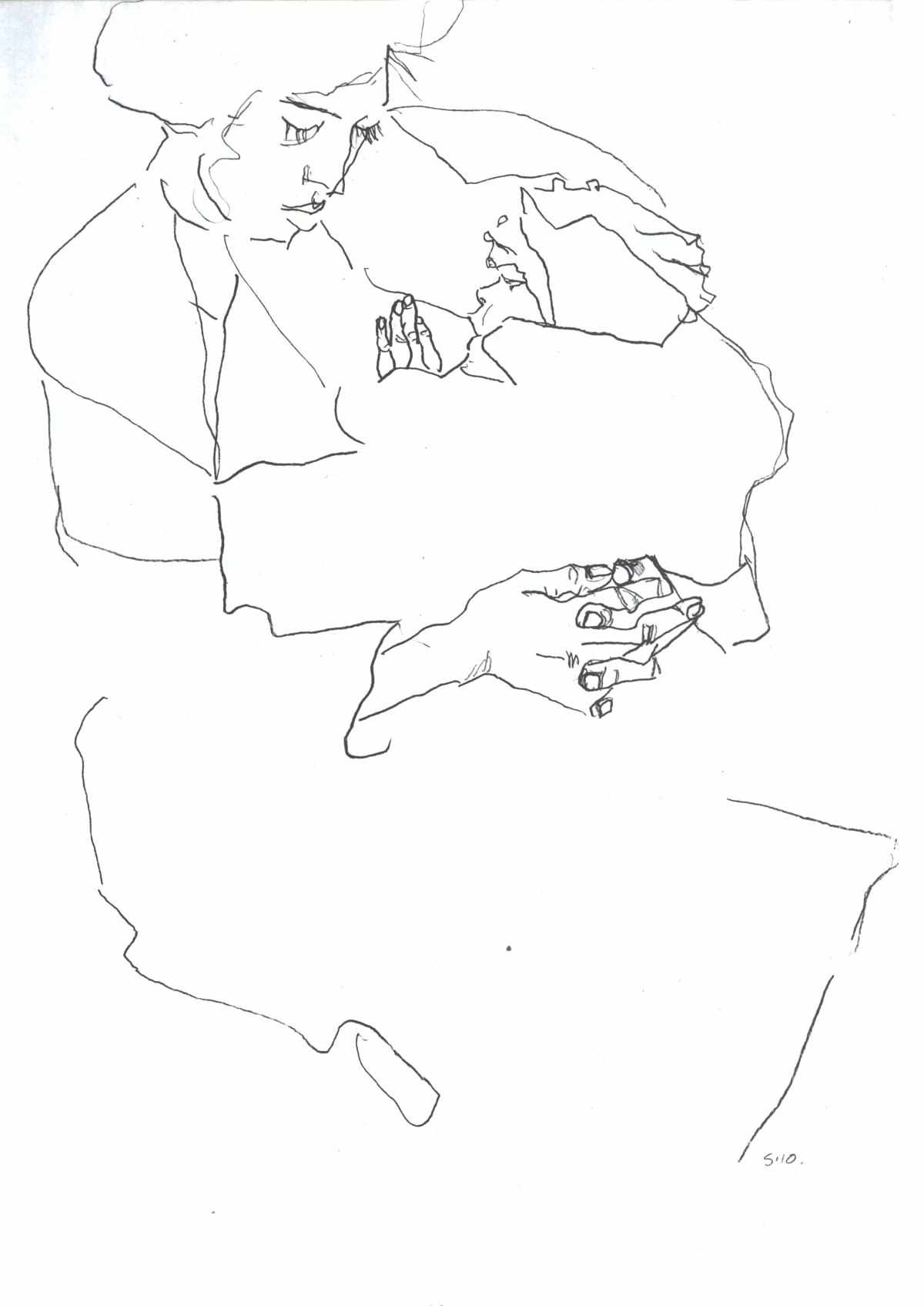
Контурный рисунок Эгона Шиле.

Контурный рисунок — художественный прием, используемый в области искусства, с помощью которого художник строит очертания изображаемого объекта, используя линии. Цель контурного рисунка — подчеркнуть основную массу и объём, а не мелкие детали. Поскольку контур также может передавать трехмерную перспективу, длина и ширина линий важны, так же как толщина и глубина: не все контуры существуют только вдоль границ изображаемого объекта. Этот художественный прием представлен в различных техниках и практикуется в процессе изучения и развития навыков изобразительного искусства.

## Значимость
Контурное изображение является важной изобразительной техникой в области искусства, поскольку контур — это прочный фундамент для любой графической или живописной работы; он может потенциально изменить форму изображаемого объекта путем вариации линии. Цель контурного рисунка — запечатлеть какой-либо момент или действие в наблюдаемой жизни или быть способом выражения характерных черт объекта. Прием получил широкое признание среди художественных школ, институтов и колледжей в качестве эффективного учебного пособия и дисциплины для начинающих художников. В руках талантливого мастера линия, которая передает контур, может доставить невероятное визуальное наслаждение, подобно знаменитой голубке Пикассо, получившей всеобщее признание.

## Техника выполнения
Существует несколько техник выполнения контурного рисунка. Рисунок непрерывной линией отличается тем, что художник смотрит на объект и бумагу одновременно, плавно перемещая художественный инструмент по бумаге и создавая непрерывный силуэт. При контурном рисунке вслепую художник переживает многогранный опыт, который основывается в большей степени на ощущениях, нежели восприятии; здесь важно руководствоваться инстинктом. Создавая контурный рисунок вслепую, художник не смотрит на бумагу или холст, на котором он работает. Другая техника похожая на непрерывный контурный рисунок — линеарный рисунок, который, будто чертеж, разделяет объект и занимаемое им пространство простыми линиями, повторяющими форму объекта. Несмотря на различия, все три типа контурного рисунка основаны на навыке быстрого наброска поз, жестов, мимики, движения и основных форм. Но линеарный рисунок показывает лишь условные границы объекта, тогда как контурный способен передать с помощью различия в линиях форму, вес, массу, пространство и расстояние.

## Характер линий
Путем изменения характера линий художник может отобразить многие особенности объекта, которые касаются формы или пространства. Например, линия может быть более сильной или слабой (градация) — таким образом художник использует такой приём как контраст, чтобы показать расстояние между объектами на рисунке. Темная линия контура помогает изобразить объект с небольшим или вовсе отсутствующим источником света. А непрерывные линии, используемые внутри основного контура предмета, способны добавить акцент или создать тень в зависимости от контрастности используемых линий.

## Практика
Необходимость в рисовании контура вслепую состоит в том чтобы заставить глаз художника двигаться именно по контуру предмета, подобно тому как карандаш движется по бумаге. Изначально этот тип рисунка может показаться трудным и медленным, но практика обнаруживает, что это эффективный способ тренировки таких навыков наблюдения, как определение основных черт и структуры объекта, его форм и передача эмоциональной нагрузки, которую он может нести. Посредством повышения техники контурного рисунка представленные навыки будут умело использоваться для быстрого и успешного рисования.